# 橋本政和
橋本 政和（はしもと まさかず、1953年〈昭和28年〉3月 - ）は、日本のNPO日本健康事業促進協会の理事長。
静岡県静岡市（旧：清水市）出身。

## 来歴
静岡県静岡市（旧：清水市）に生まれる。1972年  潜在意識能力研究会「宮塾」設立に参画。自律訓練法、潜在意識活性法などに基づいてメンタル・トレーニングを実践研究。1976年  東京経済大学経営学部卒業。
1992年  「能力開発システム研究所」設立。武術理論と生理学を応用したメンタル・ビルドアップやマインドフルネスのノウハウを、個人に限らずプロ・スポーツ選手や企業に対し実践指導。1995年  「Mental Build-up SystemⓇ TERRA」に変更。
2001 - 2005年 上海・復旦大学医学院中華薬物研究室客員研究員・医療機器開発センター顧問。複数種混合ミネラルPROUSIONⓇ（プラウシオン）の学術研究。2005 - 2010年 日本大学工学部次世代工学技術研究センターとの提携で、「代替医療物質プラウシオンの医療工学的総合研究」として総合科学的研究プロジェクトを推進。
2024年 京都芸術大学芸術学部卒業。

## 所属資格等
- NPO法人 日本健康事業促進協会 理事長
- アジア国際健康促進・未病改善医学会 顧問
- 日本ヘルスケアプロダクツ学会 理事
- 米国財団法人 野口医学研究所 倫理審査委員
- 日本空手道宗家協会 允許 七段位／全日本空手道連盟 和道会 教士 六段位／全日本空手道連盟 和道会 千秋会 常任理事／全日本空手道連盟 和道会 千秋会 四端塾 塾長／世界伝統空手道連盟（松濤館 西山派・本部 ジュネーブ）顧問
- 真言宗 僧侶（僧名：氣和院橋本觀眞 、得度 広島・永徳山観音院）
- 日本自律訓練学会・ 日本トランスパーソナル/精神医学会・日本統合医療学会 正会員

## 学会発表
- PAN Jia-Hu, Masakazu Hashimoto et al. “Effects of  PROUSION on scavenging free radicals” Acta Pharmacologica Sinica, 2003 April; 24 (4) 347-348
- PAN Jia-Hu, Masakazu Hashimoto et al. “Effects of PROUSION on rabbit models with high plasma lipid” Acta Pharmacologica Sinica, 2003 April; 24 (4) 356-357
- 安納広道, 橋本政和 他「ジャンプトレーニング後の遠赤外線環境暴露がマウス下肢骨格筋に与える影響」第21回 日本トレーニング科学会 大会, 2008年
- 橋本政和「PROUSIONⓇ含有品の末梢血流に対する作用-1：含有クリーム」第2回 日本健康促進医学会 共同国際会議, 2015年
- 橋本政和「PROUSIONⓇ含有品の末梢血流に対する作用-2：含浸繊維」第3回 日本健康促進医学会 共同国際会議, 2016年
- 橋本政和「PROUSIONⓇ配合クリームによるストレス軽減作用の検討」第4回 日本健康促進医学会 共同国際会議, 2017年
- 橋本政和, 村田幸治「複数種混合ミネラルPROUSIONⓇによるα波増幅効果(アイマスク) 」第21回 日本補完代替医療学会 学術集会, 2018年
- 榊信一, 橋本政和「PROUSIONⓇ配合クリームを活用した筋膜施術による末端冷え性の改善報告」第11回 国際健康健美長寿フォーラム, 2019年
- 橋本政和「PROUSIONⓇ透過ミネラルウォーターの生体に対する安全性試験」第11回 国際健康健美長寿フォーラム, 2019年
- 橋本政和「PROUSIONⓇ含浸品の継続使用による末梢血流改善効果」第11回 国際健康健美長寿フォーラム, 2019年
- 橋本政和「複数種無機ミネラル混合PROUSIONⓇの触媒としての作用の検討」第11回 国際健康健美長寿フォーラム, 2019年
- 栗山健一,橋本政和「カイロプラクティックによる関節へのアプローチに関 しての考察 」第11回 国際健康健美長寿フォーラム, 2019年
- 清水泰好,橋本政和「鍼灸施術による不妊治療の症例」第11回 国際健康健美長寿フォーラム, 2019年
- 加藤洋一, 橋本政和 他「立禅の脳波および気分状態への作用」第11回 国際健康健美長寿フォーラム, 2019年
- 橋本政和, 村田幸治「複数種鉱石粉砕物含有『24-7ジュエリー』の末梢血液循環 および 体温に対する効果についての検討」第24回 日本統合医療学会 学術大会, 2020年
- 橋本政和 「複数種鉱石粉砕物”PROUSIONⓇ”含有マスクの末梢血液循環 及び ストレスに対する効果についての検討」第1回 日本機能性香料医学会・ヘルスケアプロダクツ学会 学術総会, 2020年
- 橋本政和「生体環境調整作用Ⓡ素材 “PROUSIONⓇ” 含有貴金属製品の酸化還元電位測定報告」第２回 日本機能性香料医学会・日本ヘルスケアプロダクツ学会 学術総会,  2021年
- 橋本政和 他「鉱石微粉砕技術術の違いによる生体に対する作用の検討」中小企業庁_ものづくり補助金採択事業, 2021年9月 - 2022年6月
- [原著論文] 橋本政和, 村田幸治 他 「鉱石微粉砕技術の違いによる生体に対する作用の検討 — 中小企業庁_ものづくり補助金採択事業 追試 —」『ヘルスケアプロダクツ』日本ヘルスケアプロダクツ学会, Vol.1, No.1, p.13-22, 2023年
- [原著論文] 橋本政和, 村田幸治 他「多数種粉砕鉱石混合体“PROUSIONⓇ”含浸品の睡眠に対する作用の検討　— ボディウォーマーの活用が睡眠の質の向上に資しうるか —」『ヘルスケアプロダクツ』日本ヘルスケアプロダクツ学会, Vol.1, No.1, p.23-33, 2023年
- 中川武雄, 橋本政和 他「PROUSIONⓇ含浸繊維使用『アジャストプラス』の着用による睡眠状況改善効果の評価」第３回 日本機能性香料医学会・ 日本ヘルスケアプロダクツ学会 学術総会,  2024年

## 主な講演、指導実績
第一生命保険（東京本社）、リクルートランニングクラブ所属陸上競技選手、ブリジストンスポーツ所属プロゴルファー、F-III レースチーム・ プロゴルファー パーソナルメンタルトレーナー、アルファサイエンス協会、目黒区社会教育館、SONY生命保険（川崎支社・名古屋中央支社・ 名古屋栄支社等）、NPO法人 日本成人病予防協会、日本自動車連盟（静岡支社）、清水市教育委員会、平塚商工会議所、富士通、ホンダ技研工業、 神奈川看護会、健保神奈川連合会、旭硝子、日本電子専門学校、新潟県三条市立一ノ木戸小学校、NTT、㈱日本マンパワー、全国共済農業 協同組合連合会、センチュリー・リーシング・システム、郵便事業、かんそうしん、NTTデータユニバーシティ、静岡商工会議所、㈱ぜん （BMSR-Lab）、栗田工業労働組合、埼玉県美容講師会、㈱木下不動産（キノシタ・ライフサポートクラブ）、NPO法人毛細血管・研究会･･････